# Robert Louis August Maximilian Gürke
Robert Louis August Maximilian Gürke (1854 - 1911 ) fue un geógrafo, botánico y destacado taxónomo de Cactaceae Archivado el 6 de marzo de 2016 en Wayback Machine. alemán.

## Algunas publicaciones

### Libros
- w. Brandt, m. Gürke, f.e. Köhler, g. Pabst, g. Schellenberg, m. Vogtherr. 1883-1914. Köhler's Medizinal-Pflanzen in naturgetreuen Abbildungen mit kurz erläuterndem Texte :Atlas zur Pharmacopoea germanica, austriaca, belgica, danica, helvetica, hungarica, rossica, suecica, Neerlandica, British pharmacopoeia, zum Codex medicamentarius, sowie zur Pharmacopoeia of the United States of America /editó G. Pabst. 4 vols. Vol. 1 en línea Vol. 2 en línea Vol. 4 en línea

- con Karl Moritz Schumann. 1892. Blühende Kakteen (1900–1921) Malvaceae für die Flora Brasiliensis von Martius

### Capítulos
- de la imponente Enciclopedia de Adolf Engler y de Carl Prantl. 1887–1915. Die natürlichen Pflanzenfamilien Leipzig Verlag von Wilhelm Engelman (en línea en Biblioteca digital, parcialmente en Biodiversity Heritage Library) :
  - con Paul Friedrich August Ascherson. 1889. Hydrocharitaceae tomo 2, p. 238-358
  - Ebenaceae. 1891, tomo 4, p. 153-165
  - Symplocaceae Archivado el 9 de enero de 2015 en Wayback Machine.. 1891, tomo 4, p. 165-172
  - Styracaceae. 1891, tomo 4, p. 172-180
  - Boraginaceae Archivado el 8 de enero de 2015 en Wayback Machine.. 1893-1985, p. 71-131, 377
  - Melianthaceae. 1895, tomo 3, partes 3 y 4 p. 374-383

## Honores

### Membresías
- Deutsche Kakteen-Gesellschaft, y desde 1905 a 1910 su presidente.[1]
- Deutsche Akademie der Naturforscher Leopoldina

### Eponimia
Género
- (Apocynaceae) Guerkea K.Schum.[2]

Especies (7 registros)
- (Asteraceae) Telanthophora guerkei (Hieron.) C.Jeffrey[3]

- (Boraginaceae) Gerascanthus guerkeana (Loes.) Borhidi[4]

- (Lamiaceae) Plectranthus guerkei Briq.[5]